# 蒙桑皮耶特罗莫里科
蒙桑皮耶特罗莫里科（義大利語：Monsampietro Morico），是意大利费尔莫省的一个市镇。总面积9.62平方公里，人口708人，人口密度73.6人/平方公里（2009年）。ISTAT代码为044030。